# Череток
Череток (біл. Чараток) — пасажирський залізничний зупинний пункт Гомельського відділення Білоруської залізниці на електрифікованій лінії Гомель — Жлобин між зупинними пунктами Радеєве (3,5 км) та Бушівка (2,2 км). Розташований в селищі Чарот Буда-Кошельовського району Гомельської області.

## Пасажирське сполучення
На зупинному пункті Череток зупиняються поїзди регіональних ліній економкласу сполученням Гомель — Жлобин.